# Las Lajas, Sinaloa
Las Lajas är en ort i Mexiko.   Den ligger i kommunen Sinaloa och delstaten Sinaloa, i den västra delen av landet, 1 200 km nordväst om huvudstaden Mexico City. Las Lajas ligger 150 meter över havet och antalet invånare är 126.
Terrängen runt Las Lajas är huvudsakligen kuperad, men åt sydost är den platt. Runt Las Lajas är det glesbefolkat, med 19 invånare per kvadratkilometer. Närmaste större samhälle är Bacubirito, 8,4 km sydost om Las Lajas. I omgivningarna runt Las Lajas växer huvudsakligen savannskog.